# Homoeocera rhodocera
Homoeocera rhodocera är en fjärilsart som beskrevs av William Schaus 1904. Homoeocera rhodocera ingår i släktet Homoeocera och familjen björnspinnare. Inga underarter finns listade i Catalogue of Life.